# Кубок Крымской правды
Кубок Крымской правды — советский футбольный турнир, ежегодно разыгрывающийся в Крымской области на приз газеты «Крымская правда». Проводился с 1960-х по 1980-е годы.

## История
Турнир на приз газеты «Крымская правда» разыгрывался среди сельских футбольных команд Крымской области. Победитель турнира получал право сыграть в зональных соревнованиях на Первенство Украины среди сельских коллективов физической культуры. В 1964 году в турнире сыграло 132 команды, представлявшие взрослые и школьные команды совхозов и различных предприятий.
Точная дата основания турнира неизвестна, однако к 1967 году был проведён уже 13-й по счёту розыгрыш соревнования. Финальные этапы проходили среди четырёх лучших команд. Так решающие матчи в 1966 году принимал стадион в Щебетовке, в 1967 году — стадион «Юность» в Белогорске, а в 1976 — джанкойский стадион «Авангард».

## Результаты
| Год  | Уч. | Призёры                                               | Призёры                                 | Призёры                                | Призёры                                     |
| Год  | Уч. | Победитель                                            | 2-е место                               | 3-е место                              | 4-е место                                   |
| ---- | --- | ----------------------------------------------------- | --------------------------------------- | -------------------------------------- | ------------------------------------------- |
| 1963 | 113 | Колхоз «Украина» (Нижнегорский район)                 | Нижнегорское отделение «Сельхозтехники» | Белогорское отделение «Сельхозтехники» | СМУ-4 строительства Северо-Крымского канала |
| 1964 | 132 | Украина (Кировский район)                             |                                         |                                        |                                             |
| 1965 | 118 | Нижнегорское объединение «Сельхозтехника»             |                                         |                                        |                                             |
| 1966 | 105 | Колос (Джанкойский район)                             | Механизатор (Нижнегорский)              |                                        |                                             |
| 1967 |     | Колос (Джанкойский район)                             | Гвардеец (Симферопольский район)        | Чайка (Сакский район)                  | Строитель (Белогорский межколхозстрой)      |
| 1968 |     | Совхоз «Коктебель»                                    | Совхоз «Судак»                          |                                        |                                             |
| 1969 |     | Металлист (Севастополь)                               | Авангард (Симферополь)                  |                                        |                                             |
| 1970 |     | Химик (Красноперекопск)                               | Чайка (Севастополь)                     |                                        |                                             |
| 1971 |     | Авангард (Симферополь)                                | Джанкойский машиностроительный завод    | Завод ЖБИ                              |                                             |
| 1972 |     | Симферопольский завод телевизоров                     |                                         |                                        |                                             |
| 1973 | 16  |                                                       |                                         |                                        |                                             |
| 1974 | 15  | Авангард (Джанкой)                                    | Горняк (Альма)                          |                                        |                                             |
| 1976 |     | Титан (Армянск)                                       |                                         |                                        |                                             |
| 1977 |     | Колхоз «Дружба народов» (Красногвардейский район)     |                                         |                                        |                                             |
| 1978 |     | Строитель (Ялта)                                      |                                         |                                        |                                             |
| 1979 | 12  | Титан (Армянск)                                       | Авангард (Джанкой)                      |                                        |                                             |
| 1980 |     | Колхоз имени XIX партсъезда (Красногвардейский район) |                                         |                                        |                                             |
| 1981 |     | Птицефабрика «Южная»                                  |                                         |                                        |                                             |